# Прилужье (Красноярский край)
Прилу́жье — посёлок в Ужурском районе Красноярского края России. Административный центр Прилужского сельсовета.

## География
Посёлок расположен в 40 км к югу от районного центра Ужур.

## История
В 1976 году указом Президиума Верховного Совета РСФСР посёлку фермы №2 Учумского племовцезавода присвоено наименование Прилужье.

## Население
| 2010 |
| ---- |
| 512  |